# Diritto di denominazione
Per diritto di denominazione (in inglese naming rights) si intende un tipo di transazione finanziaria e una tecnica pubblicitaria mediante la quale una società o un'altra entità acquisisce il diritto di nominare un luogo o un evento (caso tipico, un impianto sportivo o un torneo) per un determinato periodo di tempo.
La caratteristica distintiva del diritto di denominazione è che l'acquirente ottiene una proprietà pubblicitaria per promuovere i propri prodotti e servizi, fidelizzare i propri clienti e aumentare la propria quota di mercato.
Il più comune modo di rinominare un evento è quello di affiancare uno dei marchi aziendali alla fine o all'inizio dello stesso (es.: Peroni TOP10 nel caso del campionato italiano di rugby all'epoca noto come TOP10); talora il nome viene parzialmente modificato, come il caso di Gallagher Premiership, nome assunto dal 2018 da Premiership Rugby, il campionato inglese di rugby a 15.